# Филипсен, Теодор Эсберн
Теодор Эсберн Филипсен (дат. Theodor Esbern Philipsen, род. 10 июня 1840 г. Копенгаген — ум. 3 марта 1920 г. Копенгаген) — датский художник.

## Жизнь и творчество
Т.Филипсен родился в интеллигентной семье, рисованием увлекался с раннего детства. Так как юноша проявлял интерес также к жизни животных, то он получил сельскохозяйственное образование у своего дяди в Хоягергарде. В 1860-е годы Теодор знакомится с худоржником Гансом Шмидтом; дружба с ним пробудила у Филипсена желание также стать живописцем. Он поступает в Датскую королевскую академию художеств, затем учится модельной школе, где на его художественное мировоззрение сильное влияние оказал Фредерик Вермерен.
Художник внимательно изучал произведения датских и нидерландских анималистов, в том числе из собрания Й. Т. Лундбю и голландских пейзажистов XVII века. Важнейшими темами его творчества были изображение природы и животных в естественных условиях. Наиболене плодотворными для художника были 1880-е годы. В его картинах этого периода чувствуется тесная духовная связь с французскими импрессионистами. Творчество Филипсена этого периода оказало большое влияние на развитие датской живописи нескольких последующих поколений художников.
Вместе с художником Лаурицем Туксеном, Т.Филипсен учился в Париже в мастерской Леона Бонна, где старался перенять технику передачи движения на полотне. В 1882 году он, вместе с бельгийским художником Реми Когге, совершает поездку в Испанию, и в 1883 — в Рим. Позднее Филипсен создаёт свой особый художественный стиль, сочетавший особую игру света и красок природы при изображении животных.
Увлечение Т.Филипсена живописью импрессионистов укрепилось ещё больше благодаря его крепкой дружбе с Полем Гогеном, проведшим зиму 1884—1885 годов в Копенгагене и учившим там Филипсена искусству рисунка путём нанесения малой кистью жёстких, коротких мазков.
В 1915 году художник был награждён медалью Торвальдсена.

## Галерея

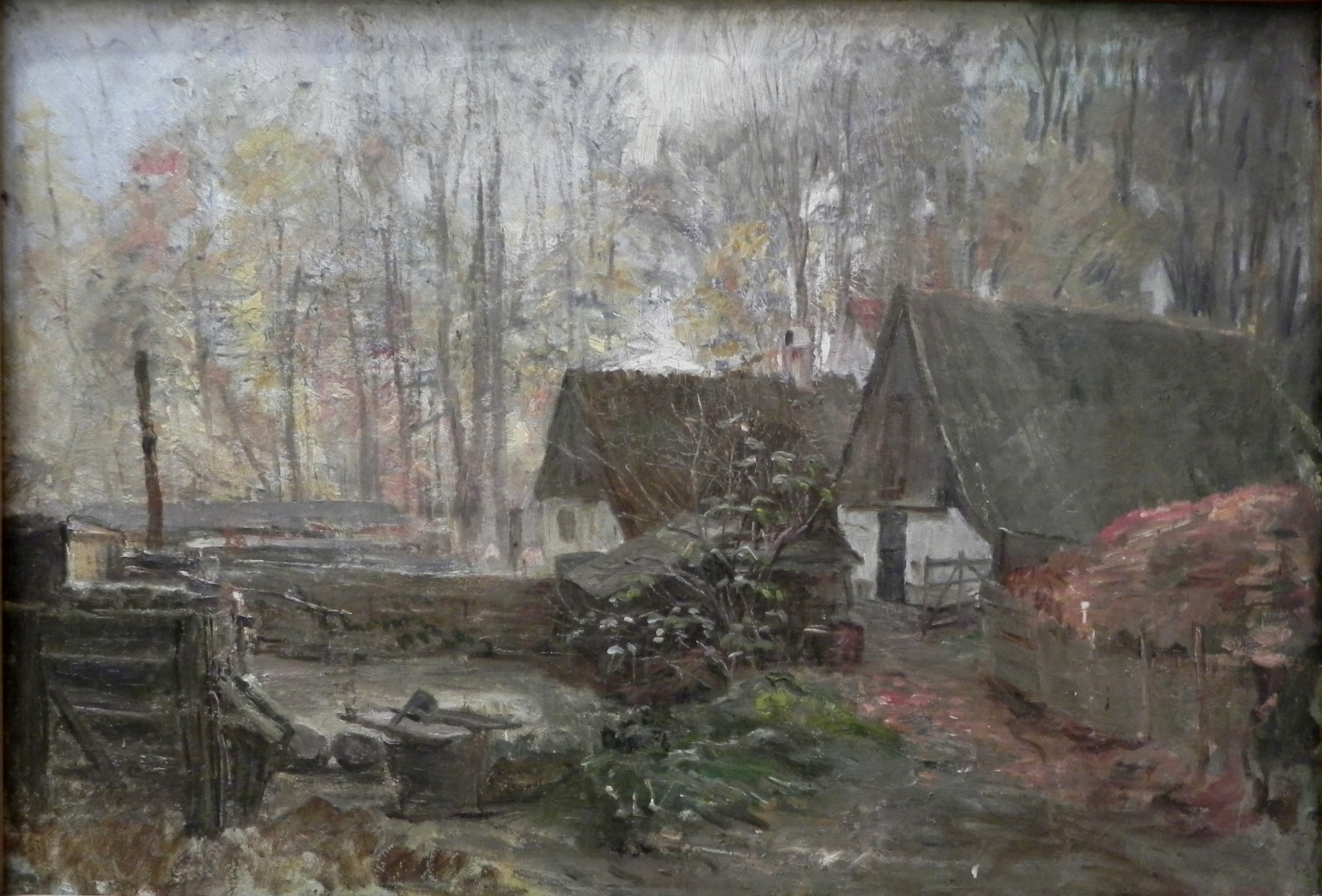
Дома в зоопарке севернее Копенгагена (после 1882)
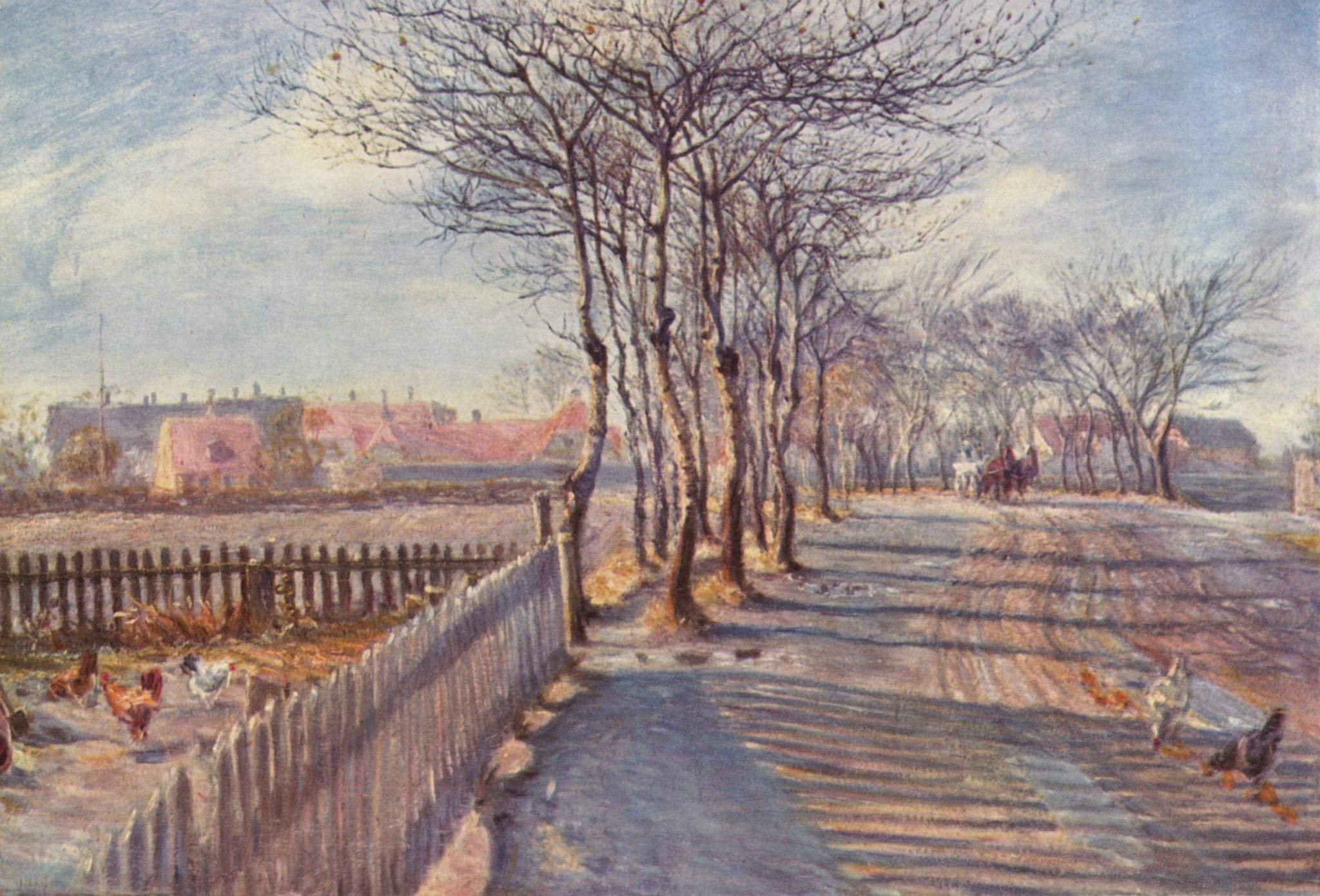
Аллея близ Каструпа (1891)
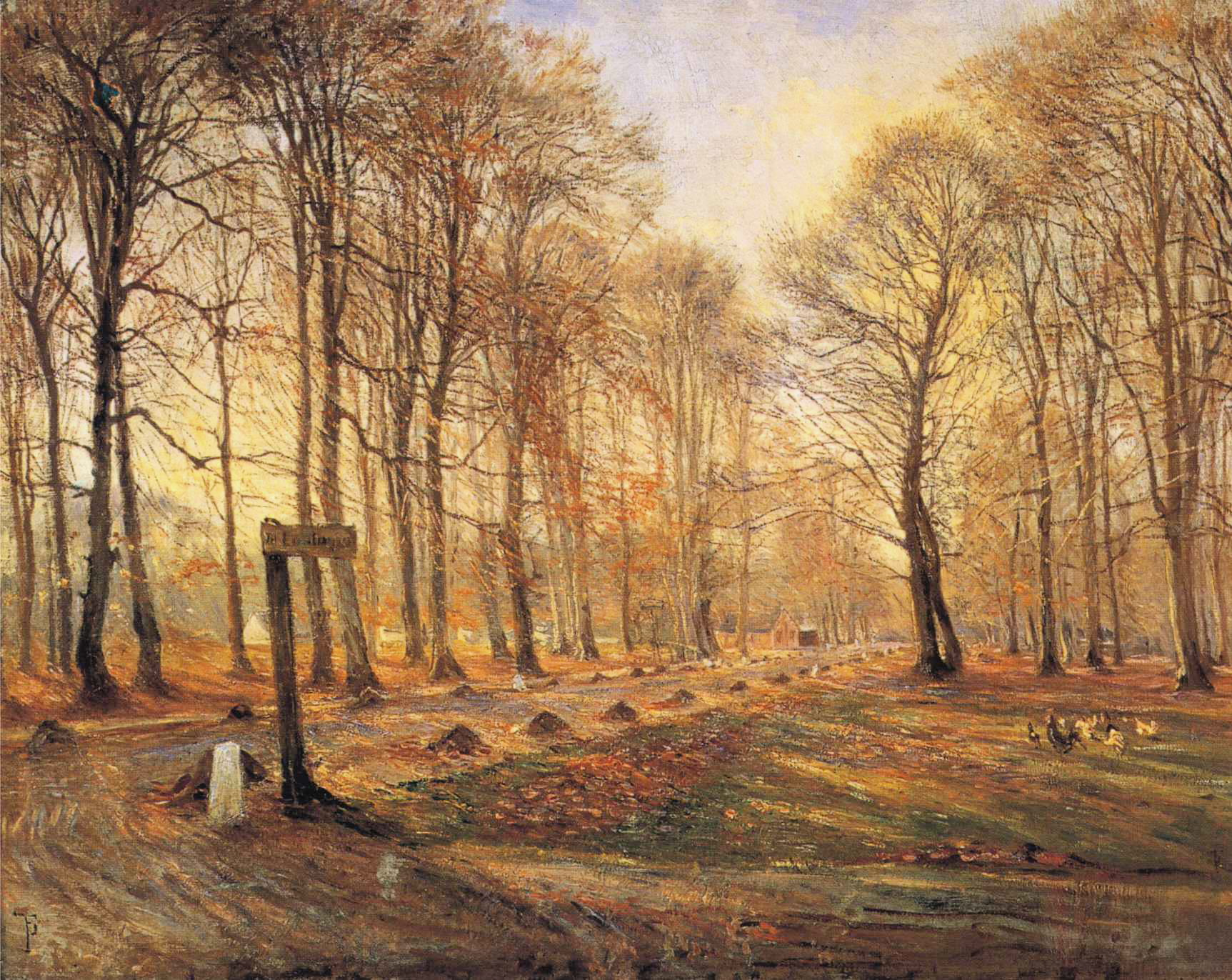
Осенний день в Дирехавене, солнечное сияние (1886)